# Bathyuroconger parvibranchialis
Bathyuroconger parvibranchialis és una espècie de peix pertanyent a la família dels còngrids.

## Hàbitat
És un peix marí i batidemersal que viu fins als 1.023 m de fondària.

## Distribució geogràfica
Es troba al Pacífic occidental central: Indonèsia i les illes Filipines.

## Observacions
És inofensiu per als humans.